# Karin Steinbach
Karin Steinbach (ur. 2 listopada 1966 w Würzburgu) – niemiecko-austriacka autorka książek, lektorka i dziennikarka
Już w młodości kierowała szkoleniami na trasach wysokogórskich przy Niemieckim Związku Alpejskim. Przez wiele lat współpracowała w Monachium i Zurychu z licznymi alpinistami i autorami książek górskich. Obecnie pracuje jako lektorka, pisze i mieszka w St. Gallen.